# 安妮特·斯科特沃尔
安妮特·斯科特沃尔（挪威語：Annette Skotvoll，1968年9月1日—），挪威女子手球运动员。她曾代表挪威国家队参加1988年、1992年和1996年夏季奥林匹克运动会手球比赛，获得二枚银牌。